# Amastus edaphus
Amastus edaphus là một loài bướm đêm thuộc phân họ Arctiinae, họ Erebidae.